# Víktor Pazi
Vera Kondratievna Pazij (1909-?1992) es un botánico ruso. Trabajó extensamente con su colega Aleksei I. Vvedenski (1898-1972), y continuó sus trabajos sobre el género Tulipa.
Posee un registro de 58 nuevas identificaciones de especies
- La abreviatura «Pazij» se emplea para indicar a Víktor Pazi como autoridad en la descripción y clasificación científica de los vegetales.[2]